# Escuela Nacional Preparatoria 1
La Escuela Nacional Preparatoria Plantel 1 "Gabino Barreda" es uno de los nueve planteles de la Escuela Nacional Preparatoria, que pertenece a la Universidad Nacional Autónoma de México (UNAM). Inició sus labores el 3 de febrero de 1868.

## Historia
Inició sus labores el 3 de febrero de 1868, por decreto del entonces presidente de México, Benito Pablo Juárez García. Gabino Barreda, médico, filósofo y político mexicano, fue el primer director de la Escuela Nacional Preparatoria. Introdujo el método científico en la enseñanza elemental y fue nombrado el primer director el 17 de diciembre de 1867. Inicialmente, la Escuela Nacional Preparatoria ocupó el edificio que correspondía al Antiguo Colegio de San Ildefonso, ubicado en el Centro Histórico de Ciudad de México.

### Bazucazo
La madrugada del 30 de julio de 1968, a solo unos días de iniciado el Movimiento de 1968, el ejército mexicano irrumpió en las instalaciones ubicadas en el antiguo Colegio de San Ildefonso y con un bazucazo derribó la puerta tallada en el siglo XVIII. Este acontecimiento sería el preludio de la violencia que ejercería el gobierno contra el movimiento estudiantil.